# جواو كارلوس دي أوليفيرا
جواو كارلوس دي أوليفيرا هو منافس ألعاب قوى وسياسي برازيلي، ولد في 28 مايو 1954 في بندامونهانغابا في البرازيل، وتوفي في 17 مايو 1999 في ساو باولو في البرازيل بسبب تشمع الكبد.

## وصلات خارجية
- جواو كارلوس دي أوليفيرا على موقع الاتحاد الدولي لألعاب القوى (الإنجليزية)
- جواو كارلوس دي أوليفيرا على موقع اللجنة الأولمبية الدولية (الإنجليزية)
- جواو كارلوس دي أوليفيرا على موقع أوليمبيديا (الإنجليزية)
- جواو كارلوس دي أوليفيرا على موقع اللجنة الأولمبية البرازيلية (البرتغالية)